# Metroid II: Return of Samus
Metroid II: Return of Samus (メトロイドII RETURN OF SAMUS?, Metoroido Tsū Ritān Obu Samusu) è un videogioco a piattaforme del 1991 sviluppato e pubblicato da Nintendo per Game Boy. Secondo titolo della serie Metroid, è l'unico distribuito per la console portatile Nintendo. Nel 2011 è stato reso disponibile tramite Virtual Console per Nintendo 3DS.
Cronologicamente ambientato dopo i fatti di Metroid Prime 3: Corruption e prima di Super Metroid, nel gioco Samus Aran è nuovamente in missione per eliminare le creature appartenenti alla razza Metroid.

## Trama
Sono passati diversi anni da quando la cacciatrice di taglie Samus Aran ha messo fine all'incubo degli esperimenti dei Pirati Spaziali sui Metroid nel pianeta Zebes. Per fare in modo che un simile evento non potesse mai più ripetersi , la Federazione Galattica mandò una squadra sul pianeta SR-388 per estirpare definitivamente la razza dei Metroid. Dopo qualche tempo la squadra non aveva fatto ritorno e non si avevano notizie su di essa. Allora la Federazione mandò una pattuglia di soccorso sul pianeta. Non rimase nessun superstite.
Allora la Federazione Galattica capì che l'unica persona in grado di distruggere i Metroid era Samus Aran, colei che aveva precedentemente avuto a che fare con essi. Perciò, le venne promessa una sostanziosa somma in denaro. Samus accettò l'incarico e partì per il pianeta SR-388. Atterrò vicino a un vulcano spento e si addentrò in una caverna dimora dei Metroid. Uno dopo l'altro, Samus distruggeva i Metroid, venendo a sapere che potevano subire mutazioni considerevoli. Infatti da piccole creature simili a meduse quali erano, potevano diventare giganteschi mostri simili a rettili. Dopo aver distrutto tutti i Metroid, Samus si ritrovò faccia a faccia contro una Metroid Sovrana (Metroid Queen).
Sconfitta la regina nella battaglia finale, Samus uscì dalle profonde caverne del pianeta, ma sul suo cammino trovò un uovo di Metroid. L'uovo si schiuse, e il piccolo Metroid che ne era uscito riconobbe Samus come madre. Samus prese il piccolo con sé, lo mise in un contenitore e scappò dal pianeta. Capendo l'importanza scientifica che possedeva quel Metroid, Samus lo consegnò a un laboratorio di ricerca. Quel Metroid sarebbe stato un elemento chiave nel futuro di Samus (Super Metroid).

## Modalità di gioco
Il gameplay è simile a quello del primo episodio. Per proseguire nel gioco, però, bisogna eliminare i Metroid. Man mano che vengono uccisi, si abbasserà il livello della lava rendendo accessibili nuove aree nelle profondità del vulcano. Inoltre, questo è il primo gioco della serie a introdurre i moduli di salvataggio non presenti nel primo, che utilizzava un sistema a password. Sono presenti due nuovi raggi: il Raggio Multiplo, che si divide in tre raggi laser al momento dello sparo, e il Raggio Plasma, che penetra i nemici. Tuttavia, come nel primo gioco, Samus può tenere solo un potenziamento del raggio alla volta. Tra i potenziamenti introdotti ci sono anche gli Stivali Ipersalto, che aumentano l'altezza di salto. Altra nuova tecnica introdotta è l'Astrosalto, che consente di fare salti infiniti, e sono presenti due nuove tecniche per la Morfosfera: lo Sferasalto e l'Aracnosfera. Il primo permette a Samus di saltare in Morfosfera senza l'esplosione delle bombe, mentre la seconda le permette di attaccarsi su muri e soffitti.
La Metroid Queen ha il ruolo di boss finale, uno dei più impegnativi e graficamente avanzati mai apparsi su Game Boy. Il suo attacco più letale è il morso, grazie al collo retrattile, inoltre vomita sfere appuntite. Ulteriore difficoltà è data dall'impossibilità di mettere il gioco in pausa durante questo scontro. Una possibilità per infliggerle danni pesanti è rotolare tra le sue fauci sotto forma di sfera, per poi esplodere nel ventre. Il mostro ricomparirà poi in Metroid: Other M (2010) e Metroid: Samus Returns (2017).